# Alexander Evertz
Alexander Evertz (* 13. November 1906 in Solingen; † 7. Juni 2001) war evangelischer Pastor und Autor in Dortmund. Er war einer der einflussreichsten Akteure der rechts-nationalistischen Gruppen innerhalb der EKD. Er war Mitbegründer und langjähriger Vorsitzender der Evangelischen Notgemeinschaft in Deutschland (ENiD).

## Leben
Evertz studierte Theologie in Tübingen, Leipzig und Jena. In Leipzig und Jena trat er dem Verein Deutscher Studenten bei. Seit den 1960er-Jahren engagierte sich Evertz kirchenpolitisch unter dem Motto der ENiD „Erneuerung und Abwehr – Kirche muß Kirche bleiben“. Zusammen mit anderen Pfarrern und Laien gründete er die Notgemeinschaft evangelischer Deutscher, die sich 1971 in Evangelische Notgemeinschaft in Deutschland umbenannte und bis 2017 existierte. Letzter Anstoß für diese Gründung gab Evertz 1966 die sogenannte Ostdenkschrift der Evangelischen Kirche in Deutschland von 1966. In ihr bekennt sich die EKD zur Aussöhnung mit den Menschen in den von den Deutschen überfallenen Ländern. Sie sah eine friedliche Aussöhnung nur als möglich an, wenn die Oder-Neiße-Linie anerkannt würde.
Evertz war Autor  zahlreicher Bücher, wie Der Abfall der evangelischen Kirche vom Vaterland (1964), Die evangelische Kirche und die Revolution von links (1968) oder Alarm in der Kirche (1968). Darin beklagte Evertz, dass sich nach 1945 eine „geistige und theologisch-kirchliche Erneuerung in zunehmendem Maße an sozialistischen Ordnungsvorstellungen“ orientiert habe und „immer weniger an der Abwehr ideologischer Einflüsse“, wie die Junge Freiheit in einem Nachruf schrieb.